# Raúl Villalba
Raúl Villalba (Tafí Viejo, Tucumán; 1930) fue un futbolista argentino. Como jugador, se desempeñaba en la posición de delantero centro. Es el tercer máximo goleador histórico de Atlético Tucumán, con 126 goles.

## Trayectoria

### Independiente (TV)
Villalba inició su carrera futbolística en Independiente de Tafí Viejo, club de su ciudad natal, donde se destacó rápidamente.

### Newells
Raúl llamó la atención de Newells y se mudó a Rosario donde jugó hasta 1950. En el equipo leproso coincidió con otro jugador decano, Juan Armando Benavídez.

### Atlético Tucumán
En 1951 volvió a Tucumán, para jugar en Atlético Tucumán. En su primer año se coronó campeón del torneo anual de la Liga Tucumana, siendo pieza clave para el equipo, al marcar 24 goles. En 1957 logró su segunda Liga Tucumana, con una participación importante, marcando 19 goles.

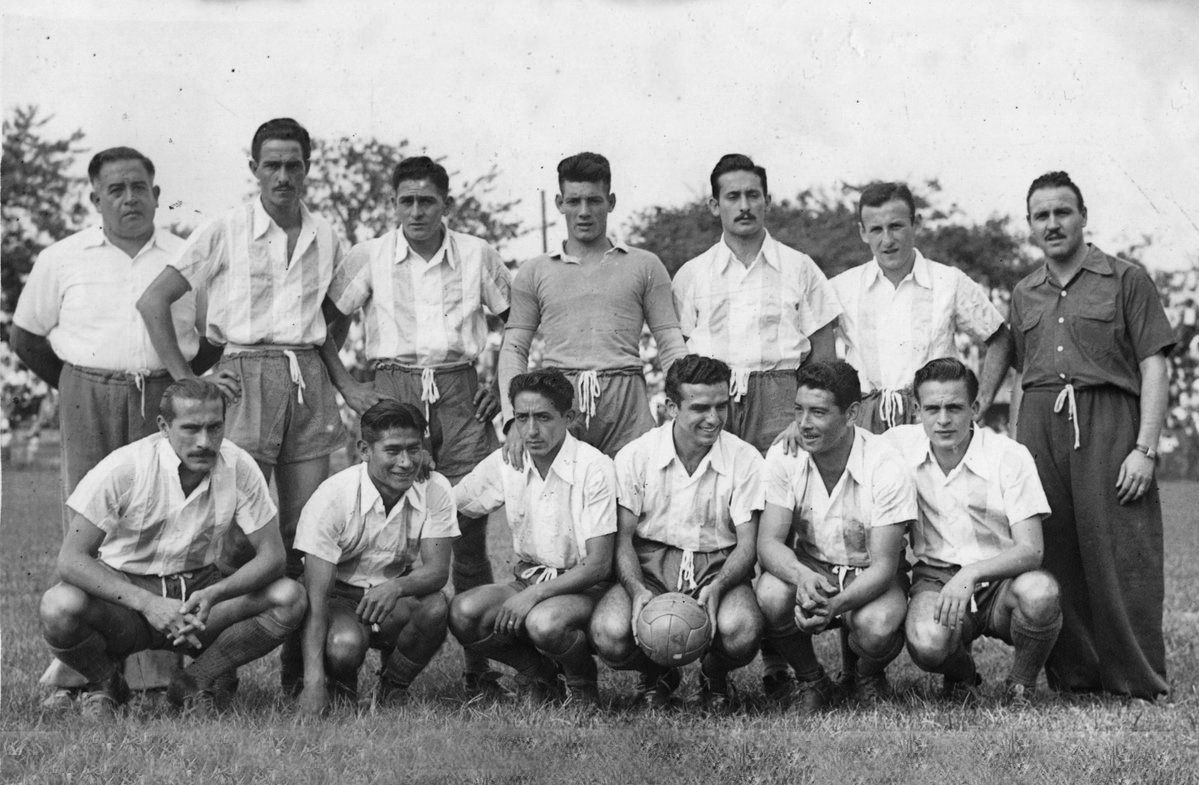
Formación de Atlético Tucumán en 1952.

### Colón
Luego de su gran año 1957, se mudó a Santa Fe, para sumarse a Colón. En el sabalero jugó hasta 1959.

### Unión
1960 es transferido al clásico rival de Colón, Unión. En el tatengue jugó hasta 1961.

### Regreso a Atlético Tucumán
"El maestro" regresó a Atlético Tucumán en 1962. Volvió al decano en uno de sus mejores momentos de su historia, al momento de su retorno, Atlético, venía de ganar la Liga Tucumana por quinta vez consecutiva. 1962 no fue la excepción y el decano se consagró campeón nuevamente. En 1963 y 1964 se clasificó campeón otra vez y completó el octacampeonato del club.
Villalba es el tercer máximo goleador de Atlético Tucumán con 126 goles anotados en 184.

## Clubes
| Club               | País      |
| ------------------ | --------- |
| Independiente (TV) | Argentina |
| Newells            | Argentina |
| Atlético Tucumán   | Argentina |
| Colón              | Argentina |
| Unión              | Argentina |

## Palmarés
| Título        | Equipo           | País      | Año  |
| ------------- | ---------------- | --------- | ---- |
| Liga Tucumana | Atlético Tucumán | Argentina | 1951 |
| Liga Tucumana | Atlético Tucumán | Argentina | 1957 |
| Liga Tucumana | Atlético Tucumán | Argentina | 1962 |
| Liga Tucumana | Atlético Tucumán | Argentina | 1963 |
| Liga Tucumana | Atlético Tucumán | Argentina | 1964 |